# Furio Honsell
Furio Honsell (Genova, 20 agosto 1958) è un matematico e politico italiano, sindaco di Udine dal 2008 al 2018.
È stato rettore dell'Università di Udine dal 2001 al 2008. Dal 2018 ricopre la carica di consigliere regionale del Friuli-Venezia Giulia oltre ad essere vicepresidente della V Commissione permanente.

## Biografia
Laureato in matematica all'Università degli studi di Pisa nel 1980, ha conseguito il diploma in matematica presso la Scuola Normale Superiore di Pisa nel 1983.

### Attività accademica
Ha ricoperto posti di ricerca e di ruolo presso il dipartimento di informatica dell'Università di Torino (Ricercatore 1983-1985), Edinburgh University (Research Fellow in Computer Science 1986-1988), Università di Udine (professore associato 1989-1990).  I suoi interessi di ricerca sono molto ampi, in particolare si è occupato di lambda calcolo e di semantica dei linguaggi.
Nel 1990 è nominato professore ordinario di informatica  presso l'Università di Udine, dove ha diretto il centro di calcolo fino al 1992, il dipartimento di matematica e informatica dal 1992 al 1995 ed è stato preside della facoltà di scienze matematiche fisiche e naturali dal 1995 al 1998. Magnifico rettore dell'Università di Udine dal 21 giugno 2001, è stato ospite fisso della trasmissione televisiva Che tempo che fa condotta da Fabio Fazio promuovendo i giochi matematici. Cura rubriche di giochi sul Sole24ore e LogiKa. Il 23 maggio 2007 è stato rieletto rettore dell'Università di Udine per il successivo mandato 2007-2010. Nel marzo 2008, contestualmente alla candidatura a sindaco della città ha rassegnato le dimissioni da rettore.

### Attività politica
Alle elezioni amministrative del 2008 è stato eletto sindaco di Udine per il centrosinistra, ottenendo al secondo turno 24.907 voti (52,76%) e superando Enzo Cainero del centrodestra (47,24%), dopo aver conseguito il 44,21% al primo turno. La coalizione che lo sosteneva era formata dalla sua lista civica "Innovare con Honsell" e da Partito Democratico, La Sinistra l'Arcobaleno, Italia dei Valori e "Cittadini per il Sindaco".
Alle elezioni amministrative del 2013 si ricandida, con il sostegno della sua lista civica "Innovare con Honsell" e di PD, SEL e Rifondazione Comunisti Italiani. Con una affluenza di 47.978 elettori (pari al 60,57% degli aventi diritto di voto), al primo turno prende 21.408 voti (45,97%), seguito dallo sfidante del centrodestra Adriano Ioan con 16.574 voti (35,59%), sostenuto da due liste civiche e da UDC, PdL, Lega Nord e La Destra.
Al ballottaggio del 5 e 6 maggio 2013, con una affluenza di 38.338 persone (pari al 48,40% degli aventi diritto di voto), Honsell viene rieletto sindaco con 20.632 voti, pari al 54,69%.
Il 29 dicembre 2017 annuncia le dimissioni da sindaco di Udine per candidarsi alle elezioni regionali in Friuli-Venezia Giulia della primavera successiva; il 18 gennaio 2018 si dimette da sindaco, come stabilito dalla legge. Alle elezioni del 29 aprile 2018 corre come capolista per Open - Sinistra FVG (lista sostenuta da Articolo Uno), a sostegno del candidato presidente del centrosinistra Sergio Bolzonello. Nonostante il mediocre risultato della lista (3,27%), è eletto in consiglio regionale con 1.881 preferenze nella circoscrizione di Udine.
Si candida alle elezioni europee del 2019 con il Partito Democratico (come indipendente vicino ad Articolo 1) nella Circoscrizione Italia nord-orientale. Con 28.535 preferenze arriva dodicesimo non risultando eletto.
Alle elezioni politiche del 2022 viene candidato al Senato nel collegio uninominale Friuli-Venezia Giulia - 01 (Trieste) dalla coalizione di centrosinistra in quota Articolo Uno, ottenendo il 25,98% e perdendo la sfida contro Luca Ciriani (50,34%).

### Altre attività
È stato membro del Political Board del Patto dei Sindaci 202020 (European Covenant of Mayors for Energy and Climate Change), del Political Vision Group del WHO European Network “Healthy Cities” e spokesperson per l’Energia del Council of European Municipalities and Regions. È stato per 10 anni Vicepresidente della Rete Italiana Città Sane, dell’associazione europea Covenant for Demographic Change e dell’associazione nazionale GIONA dei comuni che promuovono ludoteche e gioco sano. Nel 2011 è stato nominato personalità ludica dell’anno alla manifestazione Lucca Comics & Games.

## Opere
- Avoledo Tullio, Hack Margherita, Honsell Furio; 50 anni di carta geografica. Storia di un viaggio intorno, Gaspari, 2006
- Honsell Furio; L'algoritmo del parcheggio, Mondadori, 2007
- Honsell Furio, Bagni Giorgio T.; Curiosità e divertimenti con i numeri, Aboca Edizioni, 2009
- Honsell Furio, Giacomini Gabriele; Prima che sia domani: padri, figli, un'alleanza per ripartire, Mimesis, 2014